# 3千纪
3千纪，或称第3个千年，是指从2001年1月1日至3000年12月31日間的1000年，現在（2025年）即處於3千纪當中。

## 重要事件、發展與成就

### 戰爭、政治與恐怖主義
- 2001年9月11日：九一一袭击事件。
- 2001年10月7日－2021年8月30日：阿富汗戰爭。
- 2003年3月20日－2011年12月18日：伊拉克戰爭。
- 2003年7月－2020年10月：苏丹西部达尔富尔战争。
- 2010年12月：阿拉伯之春、欧洲移民危机。
- 2011年2月15日－10月23日：第一次利比亚内战。
- 2011年3月15日－至今：敘利亞內戰。
- 2013年12月－2020年2月：南苏丹内战。
- 2014年5月－2020年10月：第二次利比亚内战。
- 2014年－2017年：伊斯蘭國。
- 2022年2月24日－至今：2022年俄羅斯入侵烏克蘭。
- 2023年4月15日－至今：2023年苏丹冲突。
- 2023年－至今：以色列—哈瑪斯戰爭

### 社會與經濟
- 2007年－2008年环球金融危机
- 2018年－至今：中美貿易戰
- 2020年1月：2020年國際金融恐慌
- 2050年：預估世界人口達到100億[1]

### 疾病與醫學
- 禽流感
- 2003年：嚴重急性呼吸系統綜合症
- 人類豬流感
- 流行性感冒
- 中国大陆非洲猪瘟疫情
- 2019新型冠狀病毒疫情
- 2022年猴痘爆發

### 科学技术
- 2001年：維基百科誕生。
- 2003年：人類基因組計劃完成。
- 2007年：iPhone面世。
- 2008年：Android面世。
- 2009年：首個加密貨幣 - 比特幣面世。
- 2009年：區塊鏈面世。
- 2010年：iPad面世，平板電腦普及。
- 2011年：比特幣面值首次升超過1美元，1歐元，及1英磅。
- 2015年：以太幣面世。
- 2015年：TensorFlow面世。
- 2016年：人类微生物组计划完成。
- 2019年：全球互聯網用戶首次超越50% 人口。
- 2021年：首次mRNA疫苗大規模注射。
- 2021年：首次有國家把加密貨幣 - 比特幣列為法定貨幣。
- 2021年：詹姆斯·韦伯太空望远镜发射成功。
- 2022年：ChatGPT面世。

#### 預計發生
- ~2300年：航海家1号进入奥尔特云
- 2769年：2019年存入北极世界档案馆的数字胶片在普通保管条件下的预期寿命。[2]
- 2965年：1965年上天的斯纳普10A型核动力卫星将重返地球。[3][4]

### 天災人禍
- 2004年12月26日：南亞大海嘯
- 2008年5月12日：四川汶川大地震
- 2010年1月12日：海地地震
- 2011年3月11日：東日本大地震與福島第一核電站事故
- 2014年3月8日：马来西亚航空370号班机空难（可能成為目前人類航空史中的未破解最大謎團）
- 2014年7月17日：马来西亚航空17号班机空难
- 2019年9月－2020年5月：澳大利亚丛林大火
- 2020年8月4日：黎巴嫩貝魯特大爆炸

## 天文现象
- 地球會出現2388次日食和2414次月食。[5][6]
- 地球會出現133次水星凌日和17次金星凌日。[7]
- 2236年11月13日－14日，同时发生水星凌日和月偏食。[6][7]
- 2887年11月21日，同时发生水星凌日和月偏食。[6][7]

## 科幻作品中的3千纪
- 22世紀
  - 小說三体：危机纪年205年(公元221X/222X年):末日戰役、黑暗戰役・掩体纪元67年(公元2400年):太陽系開始二維化。
  - 動漫哆啦A夢：主角哆啦A夢誕生於日本東京，公元2112年9月3日。
- 26世紀
  - 電子遊戲Xenosaga中的T.C.紀年開始於2510年，而在該遊戲中，人類於此時因為Zohar流出的能量引起的事象變移，開始逃離地球。
  - 電子遊戲泰伯倫戰爭：在21世紀中期。地球上出現了兩個強權—全球防衛組織（GDI）和Nod兄弟會，他們分別佔據著地球的藍區（blue zone）和黃區（yellow zone）。兩個組織之間的戰爭不斷。同時泰伯倫礦的擴散對於地球生態系統的破壞已達到危險的層級，地球的地區依泰伯倫擴散程度被分為三區，地表上30%的區域被劃分為紅區（Red Zone），紅區受到最嚴重的污染，已經無法支持人類的生存，生態系統完全瓦解，氣候極之惡劣。50%的區域被列為黃區（Yellow Zone），黃區是被中度污染的區域，同時也有擁有着全世界大多數的人口，數十年的戰爭使這些區域殘破不堪，黃區是Nod兄弟會的勢力範圍，並由此招募人民加入兄弟會。剩餘的20%被稱為藍區（Blue Zone），由GDI所控制。
  - 電子遊戲公元2150中，地球因為縮短了和太陽之間的距離而在這年毀滅。
- 27世紀
  - 2689年——地球統一政府攻打以天狼星為首的反地球聯盟部隊，天狼星戰役爆發。（銀河英雄傳說）
  - 2690年5月14日——「拉古朗市事件」發生，反地球聯盟所屬的拉古朗市遭地球軍屠城，90萬人遭屠殺。（銀河英雄傳說）
  - 2691年——後來成為反地球軍領袖人物的拉古朗市四名生還者「拉古朗市4人集團」於普羅奇西瑪星系會面，組成「黑旗軍」（BFF）。（銀河英雄傳說）
- 28世紀
  - 2704年——天狼星戰役結束。黑旗軍（BFF）對地球無差別攻擊、屠殺，使地球荒廢，走向沒落。（銀河英雄傳說）
- 29世紀
  - 2801年——人類社會再度統一，銀河聯邦（USG）成立，首都定於畢宿五（金牛座α）系第二行星德奧裡亞。同年改為宇宙曆元年。（銀河英雄傳說）
- 30世紀
  - 動畫美少女戰士：在30世紀，人類因為銀水晶的力量普遍長壽，並且地球以新希蕾妮蒂女王（小兔）及安迪米歐國王（阿衛）所創建的「水晶東京」作為主軸統治。
  - 未來戰隊時連者：在遙遠的未來，一班時間罪犯進行非法行為使歷史也被錯亂修改，所以地球也成立了公共機關「時間保護局」，四位來自公元3000年（3000年代（30世紀末（3千紀末）））的時間守護局成員優理、土門、綾瀨、席恩，為追捕逃走的時間罪犯唐‧多尼洛與其「洗錢幫」的黨羽，與時間保護局戰隊隊長龍也來到一千年前的二十世紀。